# Шумиха (печера)
Шумиха (рос. Шумиха) — печера в Челябінській області Росії, на Південному Уралі. Печера  типу простягання. Загальна протяжність — 1155 м. Глибина печери становить 78 м. Категорія складності проходження ходів печери — 2А.